# Drew Courtney
Andrew „Drew“ Courtney (* 3. Februar 1990 in Clifton, Virginia) ist ein ehemaliger US-amerikanischer Tennisspieler.

## Karriere
Drew Courtney studierte an der University of Virginia und spielte dort auch College Tennis. 2010 gewann er die NCAA Division I Tennis Championships 2010 im Doppel.
In seiner aktiven Zeit spielte Courtney nur wenige Profiturniere. 2009 beim Challenger in Charlottesville stand er erstmals im Doppel im Hauptfeld. 2010 bekam er in Washington und bei den US Open jeweils im Doppel eine Wildcard. Bei seinem Debüt auf der ATP World Tour und bei Grand Slams verlor er mit seinem Partner Michael Shabaz jeweils zum Auftakt.
2012 wurde das einzige Jahr, in dem er sich in der Weltrangliste platzieren konnte. Er gewann zwei Turniere der ITF Future Tour im Doppel. Dann folgte sein größter Erfolg der Karriere. In Washington erreichte Courtney mit Steve Johnson das Halbfinale. Wenig später erreichte er mit Purav Raja zudem zwei Halbfinals bei den Challengers in Istanbul und Izmir, wodurch er in der Weltrangliste bis Ende des Jahres bis auf Rang 212 stieg. Nach seinem einzigen Profijahr spielte er keine weiteren Turniere mehr. Im Einzel gelang ihm nie die Platzierung in der Rangliste.